# Centre national du football

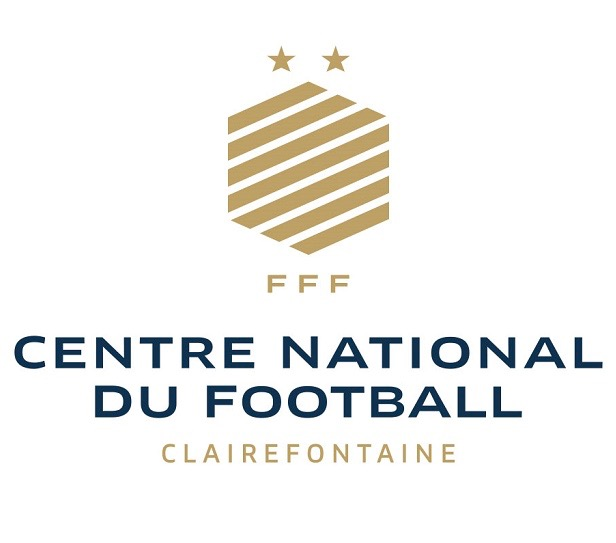
Logo du CNF Clairefontaine.

Le centre national du football (CNF), anciennement centre technique national Fernand-Sastre (CTNFS), est le centre d'excellence du football français. Il est le domicile privilégié des équipes de France de football depuis sa fondation en 1988.
D'abord basé à Vichy, l'Institut national du football (INF) s'y implante en 1988 et devient en 1990 un centre de préformation administré par la Fédération française de football.
Le CNF abrite également l'Institut de formation du football (IFF), organisme de formation de la FFF créé en 2009, chargé de définir et mettre en œuvre un projet global de formation sur l’ensemble du territoire.
Il est situé à Clairefontaine-en-Yvelines, dans le domaine de Montjoye, sur la route de La Celle-les-Bordes, dans la forêt de Rambouillet, à 50 kilomètres au sud-ouest de Paris.
Il a pris le nom de Fernand Sastre, président de la Fédération entre 1972 et 1984, le 17 juillet 1998, un peu plus d'un mois après sa mort le 13 juin 1998.
En 2013, il est rebaptisé Centre National du Football.

## Histoire

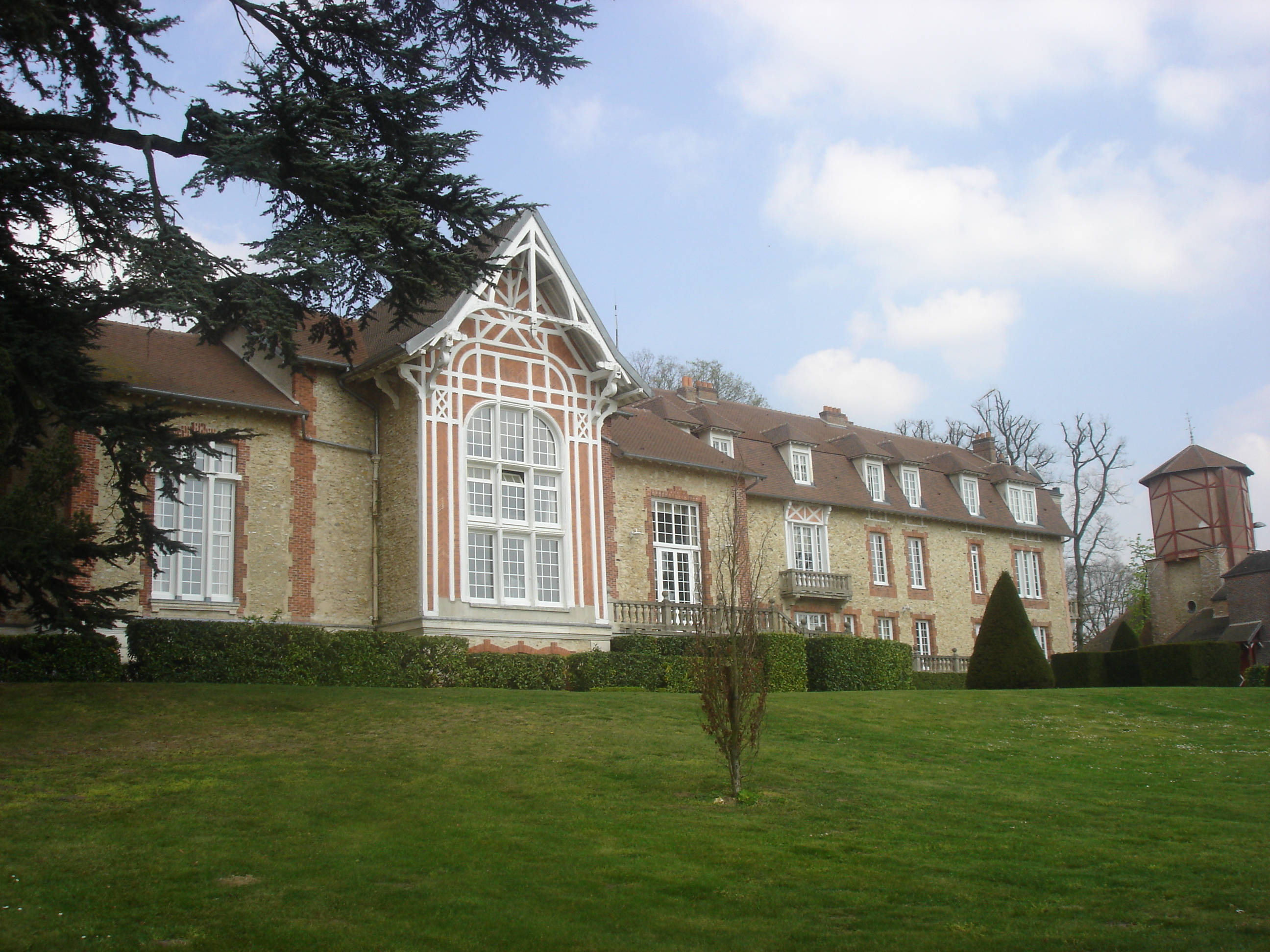
Le Château de Montjoye, résidence de l'équipe de France.

Créé en 1988 pour être le carrefour technique du football français, le CTNFS Clairefontaine est devenu un site internationalement réputé, aux activités diversifiées. Et la fédération française de football fait de la poursuite de son développement un objectif important.
Le 8 décembre 1984, Fernand Sastre lance les travaux du Centre Technique National du Football en pleine forêt de Rambouillet, la pelle à la main, il met en terre un jeune chêne sous le regard de Michel Rocard, Ministre de l’Agriculture, Paul Quilès, ministre de l’Urbanisme, du Logement et des Transports, Alain Calmat, Ministre du Temps Libre, de la Jeunesse et des Sports, et le maire de Clairefontaine-en-Yvelines, le chêne « symbole de la force et de la longue vie ». Le montant total de l'investissement est de 130 millions de francs.
« Nous savions que le Centre grandirait plus rapidement que le chêne », glisse Fernand Sastre le jour de l’inauguration officielle du centre, le 11 juin 1988, en présence de François Mitterrand, président de la République, et João Havelange, président de la FIFA.
Dès janvier 1988, l'INF Vichy déménage à Clairefontaine avec ses pensionnaires, âgés de 16 à 19 ans. À l'instigation de Gérard Houllier, nouveau DTN, l'INF Clairefontaine deviendra un centre fédéral de préformation, réservé aux jeunes de 13 à 16 ans. Le CTN a également été choisi pour abriter l'équivalent féminin de l'INF, le CNFE Clairefontaine, de 1998 à 2014 dans un premier temps, et à nouveau à partir de 2021 après avoir évolué entre-temps au sein de l'INSEP.

En 1990, le journaliste Didier Braun crée et dirige le service de documentation technique de la DTN, au CTN de Clairefontaine.

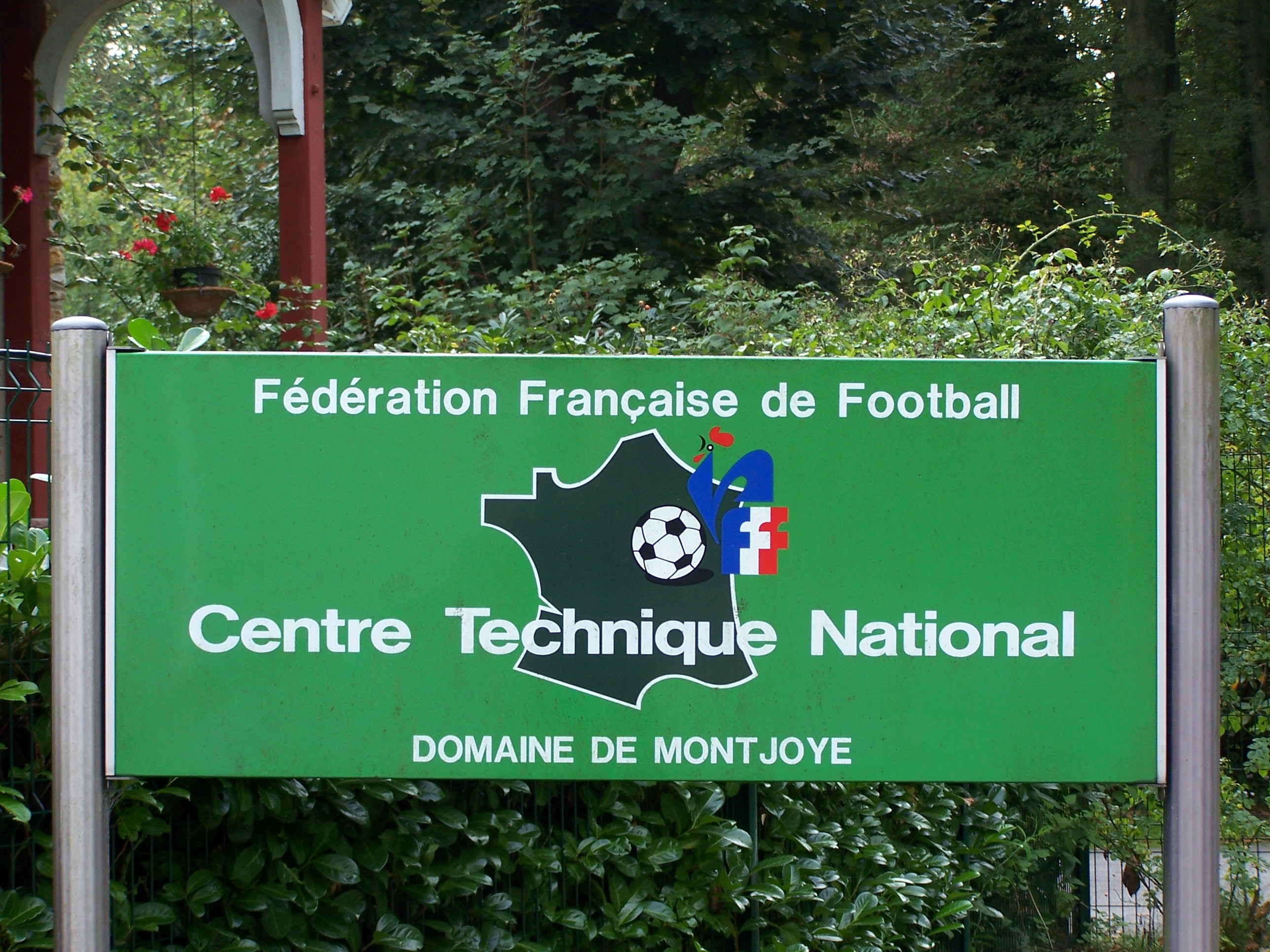
Panneau d'indication du centre de formation.

Dans ce lieu s’est écrit une riche histoire avec, en point d’orgue, l'épopée des Bleus d’Aimé Jacquet. En 1998, le CTNF prend le nom de son inspirateur, dont le buste trône au cœur du domaine, et devient le Centre technique national Fernand-Sastre (CTNFS). En 2006 le CTNFS se dote d’un centre médical de haut niveau, labellisé "FIFA Excellence Center" depuis 2013.
Conformément à sa vocation première, il est aussi devenu le cadre privilégié de préparation de l'ensemble des sélections nationales et le lieu d’excellence pour les multiples formations de la Direction Technique Nationale (DTN).
Entre 2004 et 2008, la FFF consacre d’importants investissements financiers (9 millions d’euros) à la rénovation de l’ensemble des bâtiments, des installations sportives et médicales, et de leur environnement. Pour préserver la qualité du site et de l’outil mais aussi et surtout afin d’améliorer leur efficacité dans l’optique des projets portés par la Fédération. Un nouveau programme d'investissements d'un montant de 15 millions d'euros est lancé en 2013 pour financer un projet de rénovation qui s'est s'achevé fin 2015.
En septembre 2022, le CNF ouvre un centre de recherche consacré à l'innovation dans le football, avec un axe fort sur la data.
Dates clés :
- 1976 : initiative de création du Centre Technique National du football par Fernand Sastre, alors président de la fédération française de football.
- 1983 : choix du site de Clairefontaine-en-Yvelines et achat du Domaine de Montjoye, le 19 décembre 1983.
- 1985 : démarrage des travaux de construction sous la responsabilité des architectes Bras, Ferret et Merle.
- 1988 : inauguration du Centre Technique National du Football le 11 juin par le Président de la République de l'époque, François Mitterrand. L'INF Vichy déménage à Clairefontaine avec ses pensionnaires.
- 1998 : le 17 juillet, en hommage à Fernand Sastre, décédé le 13 juin, le CTNF est renommé Centre Technique National Fernand-Sastre.
- 2000 : le 22 février, un buste de Fernand Sastre est inauguré par Claude Simonet (président de la FFF), Noël Le Graët (président de la Ligue) et Marie-George Buffet (ministre de la Jeunesse et des Sports).
- 2006 : construction d'un centre médical moderne et doté de techniques de pointe. Il se verra décerner le prestigieux label « Medical Centre of Excellence » par la FIFA en avril 2013, label qui sera renouvelé en décembre 2017.
- 2013 : début de la campagne de rénovation du centre (résidences, installations sportives, équipements divers) et redéfinition de son identité visuelle. Le Centre Technique National Fernand Sastre devient le Centre National du Football.
- 2016 : aboutissement du projet de construction du Centre de Formation et de Conférences en vue de l'organisation en France de l'Euro 2016. Le CNF sera alors camp de base de l'équipe de France qui atteindra la finale de la compétition.
- 2020 : le CNF se lance dans une nouvelle phase de développement avec un agrandissement et une rénovation de ses terrains.

## Structures
Près de 60 personnes y sont employées en permanence. Il occupe une surface de 56 hectares, dont 66 000 m2 de surface engazonnée.
- Installations sportives :
  - 6 terrains en gazon naturel dont le terrain « Michel Platini » destiné à l’Équipe de France, et un terrain de compétition éclairé, équipé de tribunes et vestiaires (stade Pierre-Pibarot)
  - 2 terrains en pelouse artificielle extérieurs éclairés et un autre couvert (50 × 80) éclairé
  - 14 vestiaires
  - 1 gymnase (44 × 24) aux normes du Futsal et permettant la pratique de sports "indoor"
  - 1 salle de musculation
  - 1 court de tennis extérieur
  - 1 parcours de santé
  - 1 piste d’athlétisme de 400 m
  - De multiples parcours de footing au cœur de la forêt

- Installations médicales

Le CNF Clairefontaine abrite un centre médical pour le suivi des sportifs mais aussi la prise en charge des blessures.
- Rééducation
  - 2 salles d’efforts avec tapis et rouleaux
  - 3 salles de consultation
  - 2 salles de kinésithérapie
  - 1 salle de musculation
  - 1 salle d’étirements
  - 1 salle de radiologie
  - 2 appareils isocinétiques (renforcement musculaire et dépistage de déséquilibres)

- Balnéothérapie
  - 1 piscine de rééducation
  - 1 piscine de froid
  - 2 baignoires de récupération
  - 1 couloir de jets
  - 1 hammam
  - 1 sauna
  - 1 jacuzzi

- Restauration

Si l’entraînement est indispensable aux champions, la restauration n’en reste pas moins nécessaire. Restauration adaptée aux sportifs en libre-service (500 couverts en deux services), en buffet ou en service à table, propositions de menus diététiques ou gastronomiques en salle à manger ou en 6 salons privés en plus du café Lounge "Le Corner"
- Hébergement

Le Centre National du Football dispose de 200 chambres réparties sur 7 résidences dont 110 de haut standing.
- Espaces réunions
  - 10 salles de réunion de 8 à 30 places comportant toutes un équipement audiovisuel complet (vidéoprojecteur, écran TV ou interactif)
  - 1 auditorium d’une capacité de 180 places assises, équipé de vidéoprojecteur, traduction simultanée
  - 1 centre de documentation spécialisé

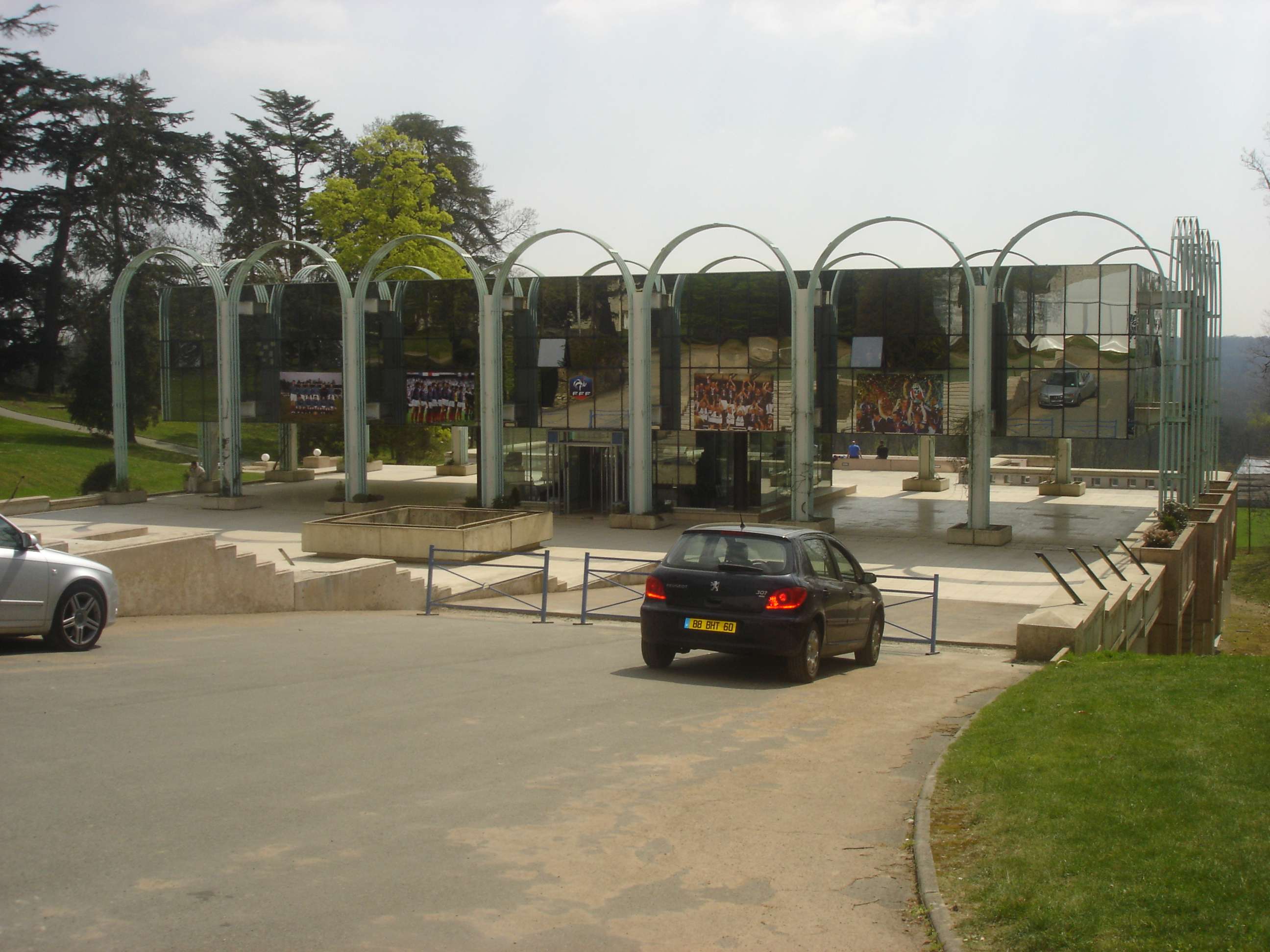
Entrée de Clairefontaine.
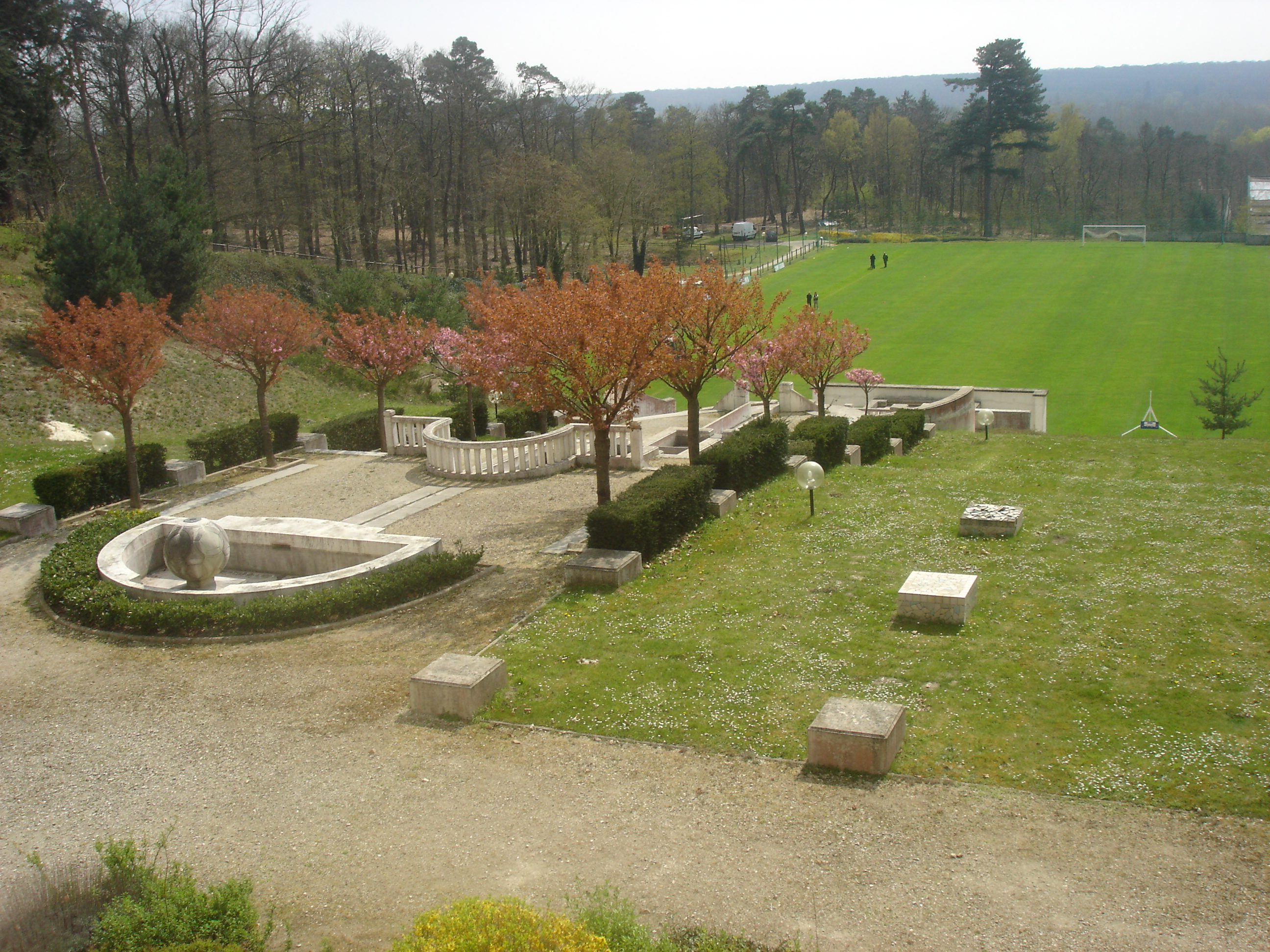
Vue du parc et d'un terrain d'entrainement. Terrain Michel Platini
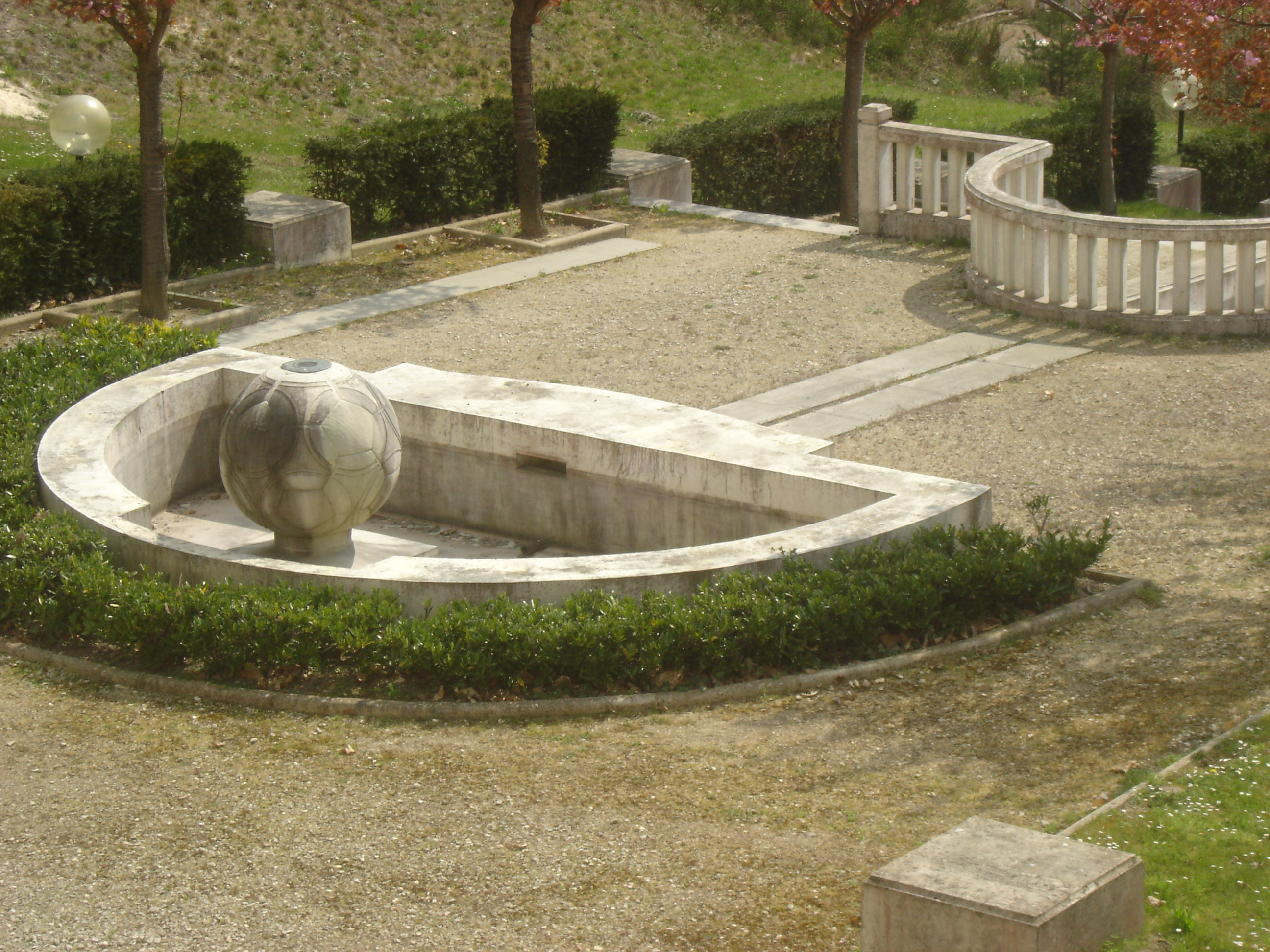
La fontaine.
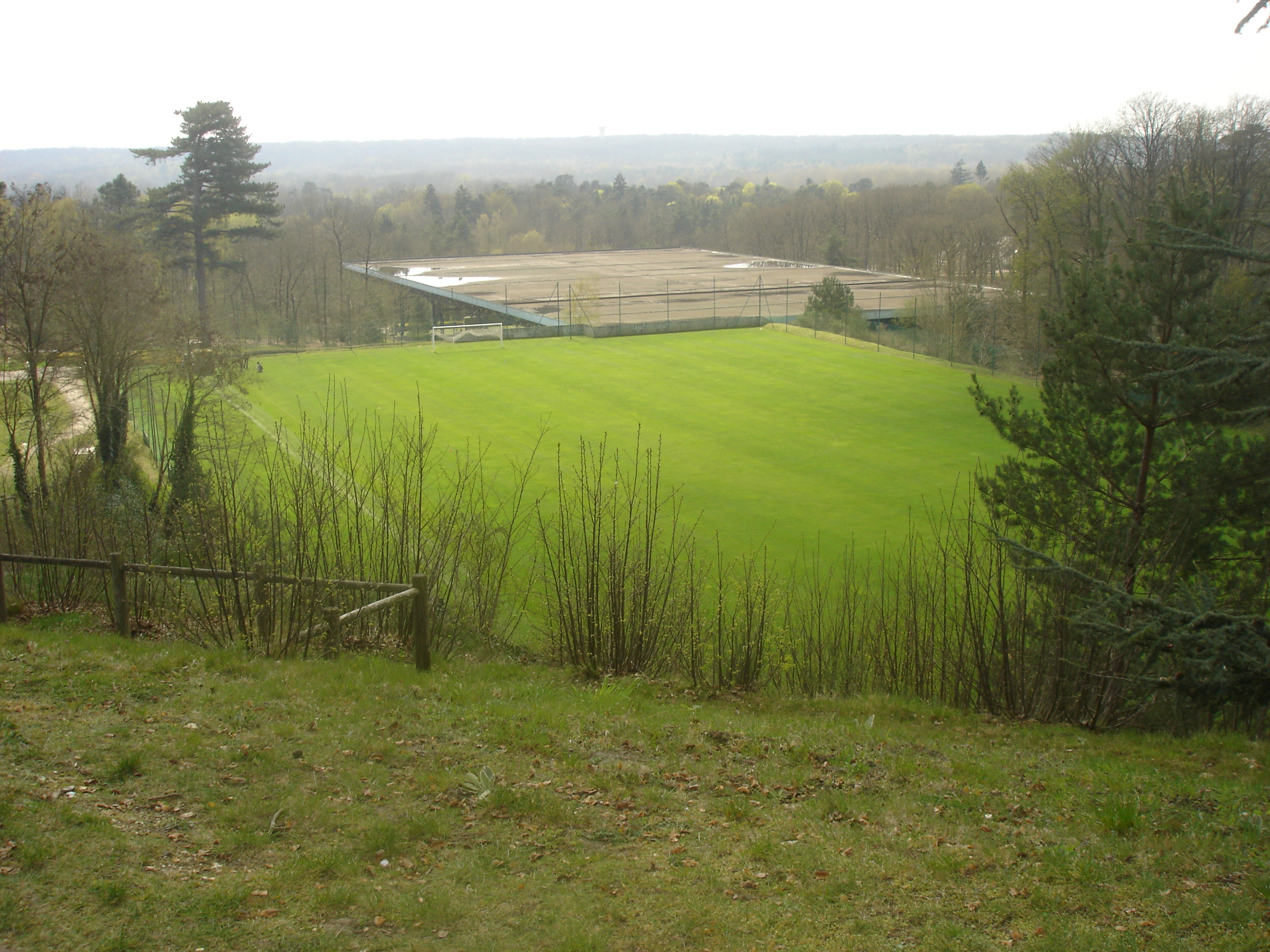
Un terrain d'entraînement.

## Budget
Le budget total annuel du CNF est chiffré à 7 millions d'euros. L'accueil de séminaires et conférences d'entreprises représente la moitié du chiffre d'affaires.

## Dirigeants
Jean Forestier est le premier directeur du Centre Technique National de Clairefontaine, à sa création en 1988.

### Dirigeants actuels
- Éric Latronico est le directeur du CNF depuis mars 2012[6].
- Christian Bassila est le directeur de l'INF (Institut national du football) depuis le 1er juillet 2019[8].
- Daniel Fonteniaud est gérant de l'IFF (Institut de formation du football) depuis le 4 août 2021[9].
- Le Dr Pascal Maillé est responsable du centre médical de Clairefontaine[10].